# Le Domino noir
Le Domino noir és una òpera en tres actes de Daniel Auber, amb llibret d'Eugène Scribe. S'estrenà a l'Opéra-Comique de París el 2 de desembre de 1837.
Va ser una de les òperes de major èxit d'Auber. Va atènyer 1.207 representacions l'any 1909. L'any 1838 es va estrenar al Regne Unit, i l'any següent als Estats Units d'Amèrica. Auber incorporà a la música elements del folklore espanyol per a proporcionar-li un adequat aroma local.
L'any 1869, Txaikovski va musicar les parts parlades, transformant-les en recitatius arran d'una producció de l'òpera a càrrec d'una companyia italiana d'òpera que visitava Rússia. Hom creu que finalment no va haver-hi representacions, però quatre dels recitatius de Txaikovski van ser inclosos en l'enregistrament de l'òpera dirigit per Richard Bonynge.

## Argument

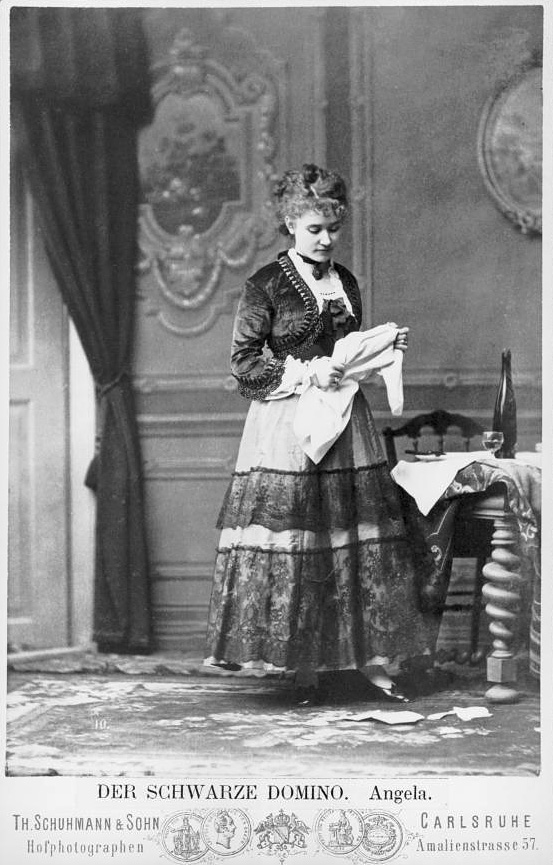
Bianca Bianchi com a Angèle a la dècada del 1870

L'acció té lloc a Espanya i conta les peripècies d'una jove novícia, Angèle de Olivarès. Gaudint dels seus darrers moments de llibertat abans de prendre els vots, Angèle s'escapoleix del convent en companyia de Brigitte, altra novícia, per a assistir a un ball que se celebra per a festejar l'aniversari de la reina. Per a ocultar la seua identitat porta una mitja màscara negra (el "domino" del títol). Un any abans, al mateix ball, Angèle havia conegut un jove, Horace de Masserena. Horace s'ha enamorat d'ella i torna al ball amb l'esperança de tornar a veure-la. Però coneix a la jove emmascarada i balla amb ella. Amb la intenció d'ajudar Horace, el seu amic, el comte Juliano, retarda una hora el rellotge. El retard provoca que Angèle abandone el ball després de mitjanit, hora en què havia de retornar al convent abans que tancaren les portes. Angèle fuig desesperada i tracta d'allotjar-se en una casa que troba pel camí. Malauradament la casa pertany al comte Juliano, qui hi ha organitzat una festa nocturna per als seus amics. Angèle persuadeix la governanta de la casa perquè la disfresse com a neboda seua. Així aconsegueix enganyar a tothom, a excepció, per descomptat, d'Horace, qui reconeix en ella la jove de qui es va enamorar un any enrere. Horace no fa cap comentari a ningú, però tanca Angèle en una habitació, amb la intenció de forçar-la a donar-li una explicació. Però Angèle és alliberada inadvertidament per l'amant de la governanta, el borratxo Gil Pérez, qui obre la porta i fuig corrents creient que s'ha trobat amb un dimoni amb màscara i capot. Angèle pot aconseguir tornar al convent i penetrar-hi sense ser descoberta. No obstant això, aquell mateix matí, ha pres càrrec del convent una nova abadessa, Ursule. Ursule, gelosa d'Angèle, li ordena abandonar el convent i trobar un marit. Per una coincidència, Horace va de camí al convent, es troba amb Angèle i li demana matrimoni. Brigitte es casa amb el comte Juliano.

## Enregistraments selectes
- Le Domino noir Sumi Jo, Bruce Ford, Isabelle Vernet, Jules Bastin, London Voices, English Chamber Orchestra, dirigits per Richard Bonynge (Decca, 1995)